# All I Ask of You
"All I Ask of You" é uma música de Andrew Lloyd Webber para o musical O Fantasma da Ópera. Ele foi lançado como um single pelo Cliff Richard e Sarah Brightman , em 1986. Recebeu inúmeros covers de artistas como Barbra Streisand. No Reino Unido ele foi número 3 na parada de Singles e foi certificado platina. Chegou ao nº1 em ambos Irlanda e África do Sul.

## Sobre
A canção ocorre no final do Ato I do musical. Christine Daaé, com medo do Fantasma após ele assassinar um homem durante uma performance da Ópera, foge para o teto da Ópera de Paris com seu amigo de infância, Raoul, Visconde de Chagny. Ele promete amá-la e mantê-la em segurança do Fantasma, que ouvi tudo sem o seu conhecimento. Inconsolável e furioso ao ser desprezado, ele jura vingança contra Raoul e faz com que o gigante lustre da ópera cair no chão.

## Faixas
Vinil 7"
1. "All I Ask of You" (com participação de Cliff Richard)
2. "Phantom Overture Act II"

Vinil 12"
1. "All I Ask of You" (com participação de Cliff Richard)
2. "Only You" (com Cliff Richard, de Starlight Express)
3. "Phantom Overture Act II"

## Desempenho comercial
Versão de Cliff Richard e Sarah Brightman 
| Paradas musicais (1986)         | Pico posição |
| ------------------------------- | ------------ |
| África do Sul (Springbok Rádio) | 1            |
| Austrália (Kent Music Report)   | 24           |
| Irlanda (IRMA)                  | 1            |

Versão de Josh Groban e Kelly Clarkson 
| Gráfico (2015)                        | Pico posição |
| ------------------------------------- | ------------ |
| NÓS Pop, Músicas Digitais (Billboard) | 32           |

## Outras versões
- Barbra Streisand em seu álbum Till I Loved You (1988).
- Em 1989, o cantor brasileiro Emílio Santiago gravou uma versão em língua portuguesa com a cantora Verônica Sabino, versão composta por Nelson Motta e trilha da novela Tieta. A canção intitulada "Tudo Que Se Quer" foi incluída em seu álbum Aquarela Brasileira 6 (1993).
- Julian Lloyd Webber regravou a canção com um arranjo especial para violoncelo em seu álbum Lloyd Webber Plays Lloyd Webber (2001).
- Susan Boyle regravou a canção em dueto com Donny Osmond no álbum Standing Ovation: The Greatest Songs from the Stage (2012).
- Josh Groban regravou a canção em dueto com Kelly Clarkson para o álbum Stages (2015).
- Marina Prior e Mark Vincent regravaram a canção em seu álbum Together (2016).